# Фатьянов, Андрей Ефремович
Андрей Ефремович Фатья́нов (14 сентября 1906 — 24 сентября 1942) — помощник командира эскадрильи 5-го отдельного скоростного бомбардировочного авиационного полка 14-й армии, старший лейтенант. Герой Советского Союза.

## Биография
Родился 1 сентября 1906 года в селе Новая Дмитриевка (ныне — Радищевского района Ульяновской области) в крестьянской семье. Русский. Окончил 7 классов. Работал в сельском хозяйстве, рабочим на стройках.
В Красную Армию призван в сентябре 1928 году Ташкентским горвоенкоматом Узбекской ССР. Окончил школу младших командиров, а в 1931 году — Качинскую военную школу пилотов. Участник советско-финской войны 1939—1940 годов. Помощник командира эскадрильи 5-го отдельного скоростного бомбардировочного авиационного полка старший лейтенант Андрей Фатьянов совершил шесть успешных боевых вылетов на бомбардировку скоплений войск противника, железнодорожных узлов и баз. 4 февраля 1940 года А. Е. Фатьянов обнаружил на территории противника подбитый самолёт эскадрильи. Бесстрашный лётчик совершил посадку и доставил экипаж на свой аэродром.
Указом Президиума Верховного Совета СССР от 7 мая 1940 года «за образцовое выполнение боевых заданий командования на фронте борьбы с финской белогвардейщиной и проявленные при этом отвагу и геройство» старшему лейтенанту Фатьянову Андрею Ефремовичу присвоено звание Героя Советского Союза с вручением ордена Ленина и медали «Золотая Звезда».
На фронтах Великой Отечественной войны с 1941 года, затем был лётчиком-испытателем в Ташкенте — столице Узбекистана. Погиб 24 сентября 1942 года в Средней Азии во время испытательного полёта. Похоронен в столице Узбекистана городе Ташкенте.
Награждён орденом Ленина. В родном селе установлен бюст Героя.